# Cuprorivaïta
La cuprorivaïta és un mineral de la classe dels silicats.

## Característiques
La cuprorivaïta és un fil·losilicat de fórmula química CaCu[Si₄O₁₀]. Cristal·litza en el sistema tetragonal. La seva duresa a l'escala de Mohs és 5.
Segons la classificació de Nickel-Strunz, la cuprorivaïta pertany a «09.EA: Fil·losilicats, amb xarxes senzilles de tetraèdres amb 4-, 5-, (6-), i 8-enllaços» juntament amb els següents minerals: gil·lespita, effenbergerita, wesselsita, ekanita, apofil·lita-(KF), apofil·lita-(KOH), apofil·lita-(NaF), magadiïta, dalyita, davanita, sazhinita-(Ce), sazhinita-(La), okenita, nekoïta, cavansita, pentagonita, penkvilksita, tumchaïta, nabesita, ajoïta, zeravshanita, bussyita-(Ce) i plumbofil·lita.

## Formació i jaciments
Va ser descoberta l'any 1938 al Vesuvi, a la província de Nàpols (Campània, Itàlia), on sol trobar-se associada al quars. També ha estat descrita a les localitats alemanyes de Nickenich, Üdersdorf, Ettringen i Bell, totes quatre a Eifel (Renània-Palatinat), així com a Ajo (Arizona) i a Summit Rock (Oregon), ambdues als Estats Units.